# Амеріго Веспуччі
Амері́го Веспу́ччі (італ. Alberigo Vespucci, Amerigo Vespucci; 9 березня 1454, Флоренція — 22 лютого 1512, Севілья) — флорентійський мореплавець, завдяки якому, можливо, отримав свою назву Американський континент. Здійснив дві підтверджені експедиції до берегів Південної Америки — в складі іспанської експедиції на чолі з Алонсо Охедою в 1499 році і в складі португальської експедиції на чолі з Гонсалу Коелью в 1501 році. Ще декілька експедицій, приписуваних собі Амеріго Веспуччі, науковці ставлять під сумнів. Наприкінці життя був головним картографом і навігатором Іспанської корони при Касі-де-Контратасьйон в Севільї.

## Біографія
Народився в родині публічного нотаріуса республіки Анастазіо Веспуччі. Від народження мав ім'я Альберіго.
Отримав добротне виховання у свого вченого дядька Антоніо, проявивши талант до фізики, морехідної астрономії і географії. У 1490 році відбув до Севільї як торговець. Там він поступив на службу в багатий торговий дім флорентійця Джанотто Берарді. Оскільки цей дім позичав гроші Христофору Колумбу для другої подорожі (1493 рік), то можна вважати, що Веспуччі знав іспанського адмірала щонайменше відтоді. Незадовго до своєї смерті Колумб рекомендував Веспуччі своєму сину як чесну надійну людину. Після смерті Берарді в грудні 1495 року Веспуччі почав завідувати звітністю цього торгового дому й з середини квітня 1497 року до кінця травня 1498 року був зайнятий в Андалусії спорядженням третьої експедиції Колумба. Успіх мореплавця вселив у Веспуччі думку залишити торгову справу й познайомитися з нововідкритою частиною світу.

## Подорожі до Америки
Взяв участь у першій експедиції адмірала Алонсо де Охеда, який 20 травня 1499 року відплив із Пуерто Де-Санта-Марія поблизу Кадіса; після 24 днів плавання зійшов на берег Суринаму, під 3° пн. ш. (за 200 морських миль на південний схід від мису Парії[джерело?]); досліджував цей берег і, відвідавши острови Вест-Індії, в середині червня 1500 року повернувся до Кадіса.

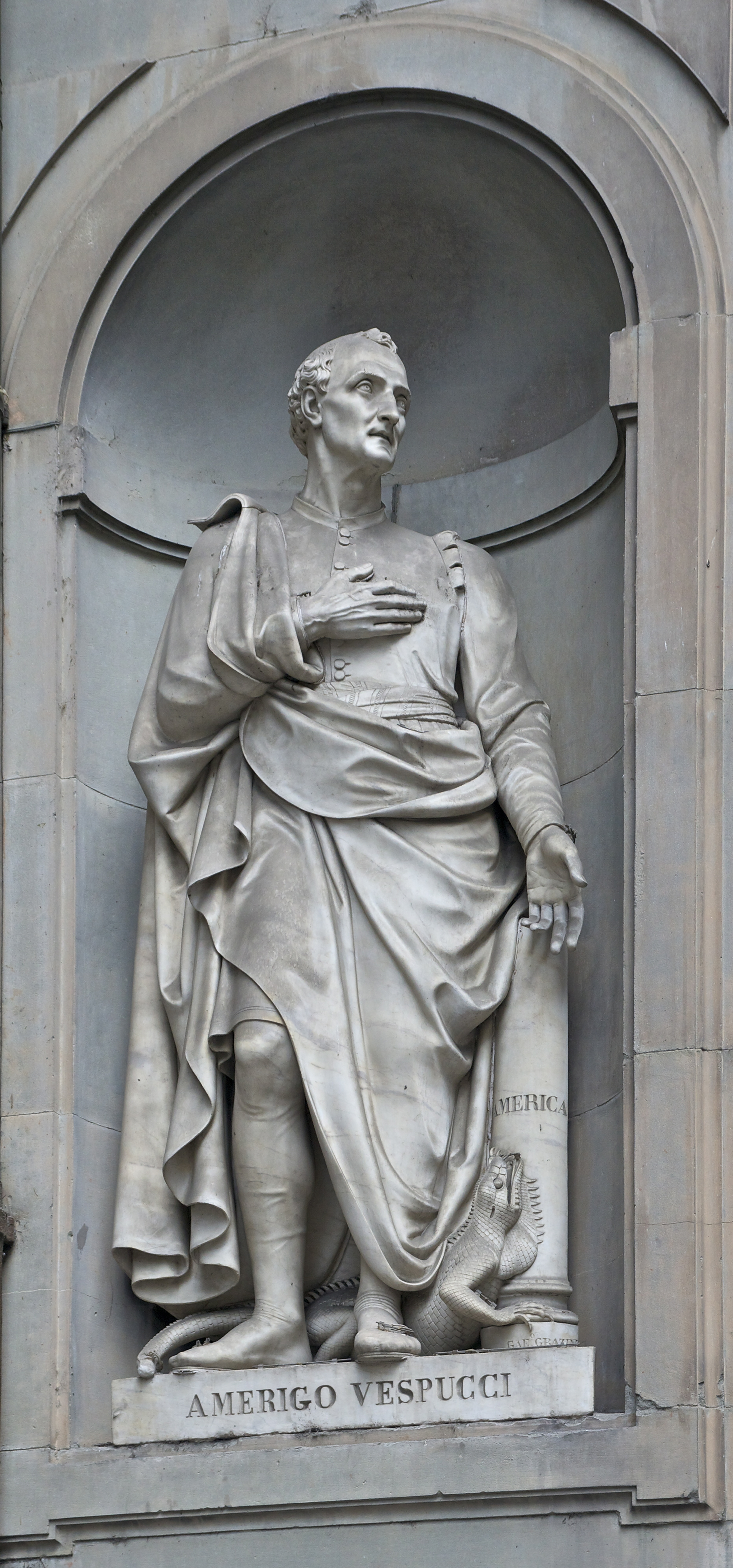
Статуя Амеріго Веспуччі (Уффіці, Флоренція, Італія. Робота Гаетано Грацціні (1786—1858)).

На запрошення короля Мануела І наприкінці 1500 року Веспуччі вирушив до Португалії і здійснив на португальських кораблях ще два плавання з Лісабона до берегів нового материка; перше продовжувалося з травня 1501 по вересень 1502 року, друге, під командуванням капітана Гонсалу Коелью, з 10 травня 1503 по 18 червня 1504 року. Свої подорожі він здійснював не стільки як капітан, скільки як космограф і штурман; тільки в останнє своє плавання, під час якого була досліджена велика частина берегів Бразилії, він командував невеликим судном. Рекомендований Колумбом королю Фернандо II Арагонському, суперникові Мануела І, Веспуччі в 1505 році знову поступив на іспанську службу, 22 березня 1508 року був призначений головним картографом та навігатором при іспанській Касі-де-Контратасьйон у Севільї. Компанія займалась виготовленням карт і підготовкою штурманів для іспанських експедицій в Новий Світ. Помер 22 лютого 1512 року в Севільї від малярії.

## Листи
Єдині письмові пам'ятки, що залишилися після Веспуччі, складаються з його дружніх листів до деяких знатних осіб, а саме: до Лоренцо ді П'єрфранческо дель Медічі та до гонфалоньера П'єро Содеріні у Флоренції, який повідомив про них лотаринзького герцога Рене II, зацікавленого у географічних відкриттях. Ці листи були надруковані у Флоренції одразу після смерті Веспуччі. Водночас твори, які вийшли друком під назвою «подорожей Веспуччі», були писані не ним і містили в собі безліч суперечностей.
Виданий під заголовком «Quatuor navigationes» щоденник про його подорожі є витягом або уривком із більш розлогого твору, який повинен був побачити світ, але ніколи не був виданий. Невеликі твори Веспуччі залишилися б тимчасовим, скороминучим явищем, якби не були знову надруковані у «Raccolta» або збірці новітніх подорожей. Ще 1507 року у Віченці вийшло анонімне видання у шести книгах «Mondo nuovo е paesi nuovamente retrovati da Alberico Vespuzio Florentino», автором якого був не Франкансоне де Монтальбоддо, як спочатку думали, а венеційський космограф і картограф Алессандро Цорці. Цей «Новий Світ» був потім виданий 1508 року в Мілані латиною, того ж року перекладений нюрнберзьким лікарем Рухамером німецькою і 1516 року з'явився у французькому перекладі.

## Веспуччі й назва «Америка»
Невідомо, коли саме Альберіго Веспуччі отримав ім'я «Амеріго». Це могло трапитися ще тоді, коли флорентієць оселився в Іспанії — імена багатьох іноземців за кордоном переінакшувалися (це трапилося, зокрема, з Колумбом, Каботом, Магелланом). За іншою версією — він сам напівжартома змінив ім'я після відвідин Нікарагуа, де, зокрема, відкрив гори, які місцеві мешканці називали «Амерік». Ще один варіант — перейменування на честь нового континенту, відкритого раніше Каботом і нібито названого ним, на честь власника його корабля, «землею Америка».
Брак творів, написаних рукою Христофора Колумба, і незвичайна старанність, з якою друзі Веспуччі, у тому числі й Рене II, прагнули поширювати вісті про його подорожі, мали наслідком, що допитлива публіка зустріла ці перші відомості про Новий Світ із загальним схваленням. Книга Вальдземюллера привернула до себе велику увагу і витримала чотири видання (1507, 1509, 1535 і 1554) років. Саме завдяки йому назва «Америка» для означення Нового Світу стала загальновживаною. Вона зустрічається вже на загальній географічній карті, створеній Аппіаном у 1520 році, далі, у виданні Помпонія Меду Вадіана і на одній карті, що вийшла в 1522 році у Меці, видання Птоломея, так що незабаром назва Америка була прийнята всіма науковцями і самі іспанці змушені були прийняти це. Поширенню версії Вальдземюллера сприяв Александер фон Гумбольдт, який виклав її в своїх «Критичних дослідженнях про історичний розвиток географічних відомостей відносно Нового Світу» (німецький переклад Іделера, 3 т. Берл., 1836—39).

## Увіковічення пам'яті
- Понте Амеріго Веспуччі — міст у Флоренції
- Міжнародний аеропорт «Амеріго Веспуччі» у Флоренції